# テキサスゴファーガメ
テキサスゴファーガメ（学名：Gopherus berlandieri）は、リクガメ科ゴファーガメ属に分類されるカメ。

## 分布
アメリカ合衆国（テキサス州南部）、メキシコ（コアウィラ州、タマウリパス州、ヌエボ・レオン州）

## 形態
最大甲長24cmとゴファーガメ属最小種。椎甲板は第3椎甲板が最も幅広い。腋下甲板は左右に2枚ずつある。
前肢の第1指の爪から第3指の爪までの間隔は、後肢の第1趾の爪から第3趾の爪までの間隔と等しい。頭部の色彩は黄褐色の個体が多いが、赤褐色の個体もいる。
卵は長径4-5.4cm、短径2.9-3.4cm。

## 生態
標高884m以下にある半砂漠地帯、藪地、森林などに生息する。同属他種と異なり深い穴を掘ることは極めてまれだが、植物の根元などに窪みを掘って休む場所を作る。年間を通して複数の窪みを使用し、大型化したものでは深さ500cmに達した例もある。
食性は植物食傾向の強い雑食で、主に草、花、果実などを食べるが昆虫類、貝類、動物の死骸や糞を食べることもある。
繁殖形態は卵生。テキサス州では6-9月に交尾を行い、4-7月（主に5-6月）に1回に1-5個の卵を年に1-2回に分けて産む。卵は飼育下では88-118日で孵化した例がある。

## 人間との関係
開発による生息地の破壊、交通事故、ペット用の採集（密猟）などにより生息数が減少している。生息地では法的に保護の対象とされ、採集や輸出が厳しく制限されている。
ペットとして飼育されることもあり、日本にも輸入されている。流通は極めてまれ。